# Svenljunga (comune)
Svenljunga è un comune svedese di 10 291 abitanti, situato nella contea di Västra Götaland. Il suo capoluogo è la cittadina omonima.

## Località
Nel territorio comunale sono comprese le seguenti aree urbane (tätort):
- Hillared
- Holsljunga
- Mjöbäck
- Östra Frölunda
- Överlida
- Sexdrega
- Svenljunga